# Ful
Pour les articles homonymes, voir Ful et FUL.
Ful, de son nom complet Fulbert Feudjio Fokoua est un chanteur, compositeur et interprète camerounais. Il est connu de la scène musicale urbaine au Cameroun.

## Biographie

### Enfance, éducation et débuts
Ful naît le 10 avril 1997 à Douala au Cameroun. Il habite sa ville de naissance. Il est titulaire d’une licence en ressources humaines. Il rêve de faire carrière en qualité de mangaka ou footballeur, mais il opte pour la musique.
Il débute dès lors par une participation au concours de chant Bimstr où il atteint les demi-finales en 2017.
il participe la même année à l’émission The Voice Afrique francophone,. Il entre dans le classement des meilleures auditions à l’aveugle de The Voice Afrique francophone grâce à sa reprise du titre Aye du chanteur nigérian Davido. Il réussit à faire tourner les 4 coachs, notamment Charlotte Dipanda, Singuila, Lokua Kanza et A'salfo. Il fait partie de l’équipe de Singuila et est finaliste de cette édition. 

### Carrière musicale
Ful est interprète, artiste, auteur et compositeur,. Il est le premier artiste à signer sous le label Gc recordz de Singuila,. Il partage la même scène avec celui qu’il appelle son mentor et modèle le 12 octobre 2019 lors du canal tour à Douala. 
Il compte deux singles à son actif, particulièrement, Elle n’a des yeux que pour moi et On ne s’entend pas. Il collabore avec le rappeur Sojip dans Came à la maison,,.
Il sort, en novembre 2021, son premier EP[Quoi ?] intitulé Spirale infernale comprenant 7 titres, avec la collaboration des artistes camerounaises telles que Lydol et Sandrine Nnanga.
En 2022, il rejoint Soft Music Entertainment, un label américain basé au Cameroun.
Le 21 juin 2022, il sort un premier album intitulé F1 composé de 10 titres de Afropop et R&B. Des artistes tels que Locko, Ténor, Magasco, Cysoul, Oken, Edi Sango et plusieurs autres y participent,.

### Style musical et influences
Ful navigue entre Afrobeat, Afropop, Hip-hop et Electro Dance Music. Il parle d’amour dans ses chansons. Par ailleurs, il aime la mode, le partage des compétences et est partisan du made in Cameroon.

## Récompenses et nominations
- 2017 : Finaliste à The Voice Afrique francophone
- 2017 : demi-finaliste au concours Bimstr